# Kowtuniwka (hromada Jabłuniwka)
Kowtuniwka (ukr. Ковтунівка) – wieś na Ukrainie, w obwodzie czernihowskim, w rejonie pryłuckim, w hromadzie Jabłuniwka. W 2001 liczyła 504 mieszkańców, spośród których 479 wskazało jako ojczysty język ukraiński, 20 rosyjski, 1 mołdawski, a 4 inny.